# Хафиз Ахмед-паша
Муэдзи́нзаде Хафи́з Ахме́д-паша́ (тур. Müezzinzade Hafız Ahmed Paşa; 1564 — 10 февраля 1632) — османский государственный и военный деятель, в правление Мурада IV два раза занимал должность великого визиря (1625—1626, 1631—1632).

## Биография
Хафиз Ахмед-паша родился в Пловдиве, он был сыном муэдзина и отсюда его прозвище Муэдзинзаде, что означает сын муэдзина. В юности приехал в Стамбул и получил образование в Эндеруне. Во время правления султана Ахмеда I произошло его возвышение и он занимал придворные должности, среди которых была должность главного сокольничего. 
В 1608 году султан Ахмед I назначил Хафиза Ахмеда-пашу главнокомандующим османским флотом, должность которого он занимал в течение года. В апреле 1609 года он был назначен бейлербеем Дамаска, должность которого занимал до 1616 года. В правление султана Османа II и Мустафы I занимал должности бейлербея Эрзурума (1616—1622) и Диярбекира (1622—1625). 
В январе 1625 года, в правление малолетнего султана Мурада IV, Хафиз Ахмед-паша был назначен великим визирем. Он был назначен командующим армии и османское войско в ноябре 1625 года подошло к Багдаду. Осада Багдада продолжалась семь месяцев и была снята в июне 1626 года из-за недостатка продовольствия у турок. 1 декабря 1626 года Хафиз Ахмед-паша был уволен с должности великого визиря, но остался в должности второго визиря. 
13 марта 1627 года женился на Айше-султан, старшей дочери султана Ахмеда I и Кёсем-султан. Супруги проживали преимущественно в Стамбуле, в котором приблизительно в 1626 году у пары родился сын Мустафа, умерший в 1628 году. 25 октября 1631 года он был вновь назначен великим визирем. Новое назначение Хафиза Ахмеда-паши вызвало недовольство Топала Реджеп-паши, который в феврале 1632 года организовал восстание янычар и сипахов, которое переросло в беспорядки на улицах Стамбула. 
10 февраля 1632 года Хафиз Ахмед-паша был убит восставшими солдатами на глазах Мурада IV; он был похоронен на кладбище Караджаахмет в Ускюдаре.